# Mineral del Monte
Mineral del Monte (conegut també sota el nom de Real del Monte) és un dels vuitanta-quatre municipis de l'estat d'Hidalgo que es troba a la zona nord-central d'Hidalgo, a l'oest de la Sierra Madre Oriental.
Mineral del Chico, Epazoyucan, Pachuca i Omitlán de Juárez són els municipis que hi colinden. Es tracta d'un dels municipis ubicats a major altura del país amb 2.660 metres sobre el nivell del mar; el terme municipal té 77,10 km² i la població és d'11.944 hab.
Forma part de l'anomenat actualment "Corredor de la Montaña".

## Història
Antigament era conegut sota el nom de Magotsi, terme de l'otomí "Ma" que significa altura i "Gohtsi" que vol dir "pas, portell" i que precisament era el pas dels que venien de la Huasteca o del senyorío de Meztitlan per a dirigir-se a la gran Tenochtitlan. Maghotsi va degenerar-se a "Gosti" i posteriorment a "El Hiloche", nom d'un bosc que es troba en aquest municipi.
L'origen del municipi es remunta en l'època colonial, encara que diferents fonts asseguren que l'explotació de les mines ja existia molts anys abans de la conquesta. Dels tolteques es diu que coneixien les turquesas, trobaren les mines i el Monte de plata, de l'or, del coure, de l'estany, del metall de la lluna; i dels mexiques, a Coatepec, estat d'Hidalgo, van donar or i plata perquè gaudiren a Huitzilopochtli, que vol dir quan els mexiques arribaren, els tolteques ja explotaven les mines en l'actual serra de Pachuca.
Ara bé, l'essència històrica real del, valga la redundància, Real del Monte, és amb l'arribada dels miners anglesos; ja existien camins que comunicaven amb Pachuca i les Haciendas de Beneficio, situades al nord fins a San Miguel Regla.
D'aquelles èpoques provenen unes memòries del general Porfirio Díaz, qui al 20 d'octubre del 1861, al referir-se als combats que va tenir contra les tropes reaccionàries del general Leonardo Márquez, a Pachuca i fins a Atotonilco, diu haver tornat a Real del Monte on el general Santiago Tapia, cap de les forces, aquarterà les tropes que participaren en la persecució i després d'estar-hi 4-5 dies per enterrar als morts, van tornar a la capital.
El 8 de novembre del 1866, al Rancho de los Britos conegut actualment com a "Casas Quemadas", tingué lloc una acció militar encapçalada pel coronel José María Pérez, de Omitlán, en el qual participaren els barreters d'aquest Real i Don Evaristo Díaz, el coronel Guillermo E. Pascoe i un altre coronel més de cognom Padrón, contra una força d'austríacs. El coronel Pérez i la seva idea principal consistia a atacar a la ciutat de Pachuca.

## Clima
Degut a la seva altitud, predomina el clima fred. S'ennuvola amb facilitat i sol ploure amb freqüència, incrementant-se el clima de fred durant l'hivern; ocasionalment, apareix la boira.
La precipitació pluvial ascendeix a uns 951 mm i la temperatura mitjana anual és de 12,1 °C, amb una mitjana de 42 gelades a l'any.
En la classificació de Martonne, parlem d'un clima subtropical d'altura.

## Turisme
Tot i tenir activitats econòmiques tant agrícoles com mineres, el turisme deixa una important quantitat d'ingressos, ja que el municipi té atractius com els seus carrers, productes com el paste, els cocoles, el pa de pulque i les enchiladas mineras. Destacar els següents llocs:
- Casas Quemadas (zona de restaurants, hotels, benzineres, tallers, etc.).
- Parròquia de la Asunción de 1563.
- Plaza principal (al costat de la parròquia) del 1869.
- Plaza Juárezl, on trobel el monument al miner.
- Ex-Hospital Minero, que en l'actualitat és un auditori on es realitzen activitats culturals.
- Panteó anglès, situat en un bosc d'oyameles, on les tombes s'ubicaven direcció Regne Unit, excepte la de Richard Bell (degut al menyspreu dels seus compatriotes).
- Mines.
- Centro Social Deportivo (activitats culturals).
- Bosque del Hiloche (carretera México-Tampico).
- Valle de las Peñas Cargadas (3 km de Mineral de la Reforma).
- Cascada de San Pedro (nord-est de Mineral del Monte, a 1,5 km).